# Sergey Sergeyevich Kamenev
Sergey Sergeyevich Kamenev (tiếng Nga: Серге́й Серге́евич Ка́менев; 4 (16) tháng 4 năm 1881 - 25 tháng 8 năm 1936) là một chỉ huy cao cấp của Hồng quân thời kỳ đầu, một trong những chỉ huy Hồng quân đầu tiên được phong cấp bậc Tư lệnh Tập đoàn quân bậc 1.

## Thiếu thời
Kamenev sinh ra ở Kiev trong một gia đình quý tộc, con trai của một kỹ sư cơ khí tại nhà máy Kiev "Arsenal", một đại tá pháo binh. Ông mơ ước trở thành bác sĩ phẫu thuật khi còn nhỏ, nhưng sau đó lại chọn con đường quân sự. Ông tốt nghiệp Quân đoàn Thiếu sinh quân Vladimir Kiev (1898), Trường quân sự ưu tú Aleksandrovsk (1900, đứng thứ ba trong lớp) và Học viện Bộ Tổng tham mưu Nikolaev ở hạng 1 (1907). Kamenev tham gia nghĩa vụ quân sự vào năm 1900, đến Kiev quê hương của ông, trong Trung đoàn Bộ binh Lutsk thứ 165, phục vụ trong bộ binh, và chỉ sau khi tốt nghiệp học viện sau khi phục vụ bằng cấp chiến đấu, ông mới được phục vụ trong Bộ Tổng tham mưu.
Trước Thế chiến thứ nhất, ông làm công tác tham mưu và trợ lý phụ tá cao cấp của các nhân viên của Quân khu Irkutsk, trợ lý cao cấp của các nhân viên của Sư đoàn 2 Kỵ binh, và trợ lý phụ tá cao cấp của các nhân viên của quân khu Vilna. Ngoài ra, Kamenev dạy chiến thugiảnngg viên quân sự. Ông từng tham gia nhiều cuộc diễn tập và các chuyến đi thực địa, điều này đã mở rộng đáng kể tầm nhìn và kiến thức đào tạo của ông như một sĩ quan và chỉ huy chung. Trong những chuyến đi này, Kamenev đã đến thăm các pháo đài của Kovno và Grodno. Ông đã nghiên cứu kinh nghiệm thất bại của quân đội Nga trong cuộc chiến với Nhật Bản.

## Thế chiến thứ nhất
Thế chiến thứ nhất nổ ra, Kamenev tham chiến với cấp bậc Đại úy. Ông phục vụ như một phụ tá cao cấp cho bộ phận hành quân của Tập đoàn quân 1, chỉ huy Trung đoàn Bộ binh 30 Poltava. Kamenev được các chỉ huy đánh giá là "về mọi mặt, một sĩ quan Bộ Tổng tham mưu xuất sắc và một chỉ huy chiến đấu xuất sắc". Ông được xem là xứng đáng cho một vị trí tướng lĩnh trong tương lai.
Sau đó Kamenev giữ chức vụ Tham mưu trưởng Quân đoàn XV (ở vị trí này, ông đã gặp các sự kiện của tháng 10 năm 1917), Tham mưu trưởng Tập đoàn quân 3. Trong thời gian này, Kamenev chủ yếu phải đối phó với các vấn đề đào ngũ. Bộ chỉ huy của tập đoàn quân được đặt tại Polotsk, nhưng do cuộc tấn công của Đức, nó đã được sơ tán đến Nizhny Novgorod. Tại đây, sự nghiệp của Kamenev trong Quân đội Đế quốc Nga kết thúc khi chính quyền Sa hoàng sụp đổ.

## Trong Hồng quân
Với kinh nghiệm quân sự của mình, Kamenev gia nhập Hồng quân khá sớm, làm việc như một chuyên gia quân sự. Khi còn trên cương vị chỉ huy trung đoàn quân đội cũ, Kamenev thể hiện mình là một chỉ huy vững chắc, can đảm, kỷ luật và điềm tĩnh, yêu thích các vấn đề quân sự, biết và quan tâm đến cuộc sống của sĩ quan và binh lính. Điều này đóng vai trò trong thực tế là vào năm 1917, ông được các binh sĩ bầu làm chỉ huy của trung đoàn.
Tuy nhiên, bấy giờ Kamenev cho rằng cần phải tiếp tục cuộc chiến chống lại một kẻ thù bên ngoài, vì vậy ban đầu ông không tìm cách tham gia vào Nội chiến.
Từ tháng 4 năm 1918, Kamenev phục vụ ở Mặt trận phía Tây, bao trùm lãnh thổ nước Nga Xô viết vẫn trong tình trạng chiến tranh với Đức. Ngay từ khi bắt đầu vai trò mới, Kamenev đã phải đối mặt với những căn bệnh của thời kỳ đầu tiên của Hồng quân - tự phát, vô kỷ luật, sự hiện diện của các phần tử tội phạm trong các đơn vị trực thuộc, nạn đào ngũ.
Vào tháng 8 năm 1918, Kamenev được bổ nhiệm làm trợ lý cho lãnh đạo quân sự của Bức màn phương Tây, Vladimir Yegoryev và giám đốc quân sự của khu vực Smolensk với sự phụ thuộc của các quận Nevelsk, Vitebsk và Roslavl. Nhiệm vụ của Kamenev lúc đó là chiếm lấy các quận của tỉnh Vitebsk từ quân Đức đang rút lui, cũng như thành lập các sư đoàn cho Hồng quân. Trong một thời gian ngắn, dưới sự lãnh đạo của ông, sư đoàn Vitebsk và biệt đội Roslavl được thành lập và gửi đến Mặt trận phía Đông.

## Chiến thắng trước Kolchak
Kamenev được chú ý và bắt đầu được thăng lên các chức vụ cao cấp vào mùa thu năm 1918. Tháng 9 năm 1918, ông được giao nhiệm vụ chỉ huy Mặt trận phía Đông, thay thế cho Jukums Vācietis, người trở thành Tổng tư lệnh. Cuộc chiến chống lại quân da trắng diễn ra ở vùng Volga, vào tháng 10 năm 1918, lực lượng của mặt trận đã đẩy quân địch từ Volga về phía đông. Cuối năm 1918 - đầu năm 1919, Hồng quân đã chiếm được Ufa và Orenburg. Tuy nhiên, liên quan đến cuộc tấn công mùa xuân của quân đội Kolchak, những thành phố này đã phải bị bỏ hoang, và mặt trận lại quay trở lại khu vực Volga.
Trong chiến dịch năm 1919, Kamenev đã đóng một vai trò quan trọng trong chiến thắng trước quân của Kolchak trên Mặt trận phía Đông. Ông lãnh đạo cuộc phản công thành công của Mặt trận phía Đông và đã đẩy lùi Kolchak về phía đông Urals. Kamenev yêu cầu được phép truy đuổi Kolchak vào Siberia, nhưng Trotsky và Vācietis đã cấm điều này, vì sợ bị phục kích (Trotsky sau đó thừa nhận rằng Kamenev đã đúng). Đến lúc đó, Kamenev đã giành được sự ủng hộ của Lenin.

## Tổng Tư lệnh Hồng quân
Tuy là một chỉ huy quân sự có năng lực, nhưng Kamenev thừa nhận mình không thành thạo trong tình hình chính trị, điều mà ông thấy "như trong sương mù". Tháng 7 năm 1919, do "vụ" tai tiếng của Bộ chỉ huy tiền phương của Hội đồng Quân sự Cách mạng Cộng hòa, Tổng Tư lệnh Vatsetis bị phế truất cùng với các cộng sự thân cận nhất của mình. Kamenev trở thành tổng Tư lệnh mới của tất cả các lực lượng vũ trang. Chính những người Bolshevik là Sergey Gusev và Ivar Smilga, đồng chí của Kamenev ở Mặt trận phía Đông, đã ảnh hưởng đến Lenin khi đưa ra quyết định này. Kết quả là, Kamenev đã vào vị trí Tổng Tư lệnh - vị trí cao nhất mà một sĩ quan quân đội không phải là đảng viên có thể được đảm nhiệm. Pavel Pavlovich Lebedev, cựu tướng lĩnh Sa hoàng và Sĩ quan Tổng tham mưu tài năng, trở thành đồng minh thân cận nhất của Kamenev trong Nội chiến, là tổng tham mưu trưởng của ông ở cả Mặt trận phía Đông và ở Bộ Tổng tư lệnh.
Kamenev lãnh đạo cuộc chiến chống lại lực lượng của tướng Anton Denikin, sau đó tiến về Moskva. Ngay khi ông ở Mặt trận phía Đông, ông đã phác thảo một kế hoạch chiến đấu với Denikin, trong đó bao gồm các hoạt động để ngăn chặn sự liên kết của quân Denikin với quân đội của Kolchak. Vào thời điểm Kamenev được bổ nhiệm làm tổng tư lệnh, một kế hoạch như vậy đã lỗi thời, vì Kolchak đã bị đánh bại, và mối liên hệ của ông ta với quân Bạch vệ ở miền nam nước Nga dường như không thể xảy ra. Tuy nhiên, Kamenev đã thể hiện sự ngoan cố trong việc bảo vệ kế hoạch của mình, điều này tạo ra một cuộc tấn công qua khu vực Don, nơi Hồng quân bị chống cự quyết liệt nhất bởi những người Cossack có tư tưởng chống Bolshevik. Kế hoạch của Kamenev bị Trotsky phản đối, nhưng được Lenin ủng hộ, người ít hiểu biết về các vấn đề chiến lược. Kết quả là, Hồng quân đã thất bại trong cuộc tấn công vào Mặt trận phía Nam vào tháng 8 và quân Bạch vệ đã tiếp cận trên các hướng vào Moskva (đến Oryol, Mtsensk, đe dọa kho vũ khí chính của chính quyền Xô viết - Tula), uy hiếp nghiệm trong chính quyền Xô viết.
Các kế hoạch phải được thay đổi khẩn cấp và tình hình đã được điều chỉnh thông qua các hành động phối hợp của các mặt trận, do đó đã đạt được một bước ngoặt. Với tư cách là tổng tư lệnh, Kamenev lãnh đạo cuộc đấu tranh trên các mặt trận khác - chống lại tướng Yudenich gần Petrograd, chống lại người Ba Lan trong cuộc chiến Nga Xô-Ba Lan (Kamenev đã phát triển kế hoạch tấn công Ba Lan), chống lại tướng Wrangel ở miền Nam (sau này trường hợp, Kamenev đã đích thân tham gia vào kế hoạch hoạt động của Perekop-Chongarskoy). Sau khi kết thúc cuộc nội chiến quy mô lớn vào tháng 11 năm 1920, Kamenev đã lãnh đạo các hoạt động để loại bỏ thổ phỉ, các cuộc nổi dậy của nông dân, để đàn áp cuộc nổi dậy ở Karelia. Ông lãnh đạo cuộc chiến chống lại Basmachis, trong khi trực tiếp ở Turkestan. Trong quá trình đấu tranh này, Enver Pasha, người đã cố gắng chống lại những người Bolshevik dưới những khẩu hiệu của chủ nghĩa Hồi giáo Pan, đã bị loại bỏ.

## Đánh giá
Một đánh giá quan trọng về Kamenev đã được đưa ra bởi Ủy viên Chiến tranh Leon Trotsky: 
 Thật khó để nói ai trong hai đại tá (Vatsetis và Kamenev) tài năng hơn. Cả hai đều sở hữu những phẩm chất chiến lược không thể nghi ngờ, cả hai đều có kinh nghiệm về một cuộc chiến vĩ đại, cả hai đều được phân biệt bởi một tính khí lạc quan, mà không có điều đó là không thể chỉ huy. Vatsetis bướng bỉnh hơn, thất thường và chắc chắn bị khuất phục trước ảnh hưởng của các phần tử thù địch với cách mạng. Kamenev hoàn toàn dễ dàng hơn và dễ dàng bị khuất phục trước ảnh hưởng của những người Cộng sản đã làm việc với anh ta... Kamenev chắc chắn là một chỉ huy có khả năng, với trí tưởng tượng chiến lược và khả năng chấp nhận rủi ro. Anh thiếu chiều sâu và sự vững chắc.
Nói chung, Kamenev rất thích sự tin tưởng của Lenin. Chính dưới thời Kamenev, Hồng quân đã chiến thắng tất cả kẻ thù và nổi lên chiến thắng từ Nội chiến. Ông là một người ủng hộ tích cực cho chiến lược tấn công như là cách duy nhất có thể để tiến hành các hoạt động quân sự trong Nội chiến. Một nhà quản lý quân sự lớn, do sức nặng của các điều kiện của Nội chiến, ông buộc phải hành xử hết sức thận trọng trong mối quan hệ với lãnh đạo đảng, để có được sự ưu ái với giới tinh hoa của đảng.

## Giải thưởng
Vì những hoạt động của mình trong cuộc Nội chiến, Kamenev đã được trao tặng Huân chương Cờ đỏ. Tháng 4 năm 1920, Kamenev đã được trao tặng Vũ khí Danh dự Vàng (saber) từ Ban Chấp hành Trung ương vì những chiến thắng ở Mặt trận phía Đông, vào tháng 1 năm 1921 đã nhận được một khẩu súng ngắn danh dự Mauser với một dấu hiệu của Huân chương Cờ Đỏ tay cầm.
Vào mùa hè năm 1922, Kamenev đã nhận được Huân chương Sao đỏ hạng I. Cùng với Semyon Budyonny, ông là sĩ quan Hồng quân trao tặng nhiều huân chương nhất trong Nội chiến.

## Cuối đời
Sau Nội chiến, Kamenev tiếp tục làm việc để củng cố Hồng quân. Trong các công trình và bài giảng khoa học quân sự của mình, ông đã suy nghĩ lại về kinh nghiệm của Thế chiến thứ nhất và Nội chiến. Tham gia xây dựng các quy định mới cho Hồng quân, sau khi bãi nhiệm chức vụ Tổng Tư lệnh vào tháng 3 năm 1924, ông giữ chức thanh tra Hồng quân, Tham mưu trưởng Hồng quân, Phó ủy viên Quân đội và Hải quân và Chủ tịch Học viện Quân sự Frunze. Từ 1934-36, ông là Trưởng phòng Không quân của Hồng quân. Ở vị trí cuối cùng này, Kamenev đã đóng góp đáng kể vào việc cải thiện khả năng phòng thủ của đất nước, với lực lượng phòng không được trang bị lại các thiết bị mới. Kamenev là một trong những người sáng lập tổ chức Osoaviakhim nổi tiếng (Hiệp hội Xúc tiến Quốc phòng, Hàng không và Xây dựng Hóa học - tổ chức xã hội tự nguyện của Liên Xô tham gia hỗ trợ quân đội và ngành công nghiệp quân sự), và đóng góp cho tổ chức phát triển Bắc Cực là chủ tịch của Ủy ban Bắc cực của chính phủ. Cấp bậc quân sự cuối cùng của Kamenev trong Quân đội Đế quốc Nga là đại tá, trong Hồng quân - Tư lệnh Tập đoàn quân bậc 1. Ông cũng là một trong 5 chỉ huy quân sự Hồng quân đầu tiên được phong cấp bậc này.
Kamenev chỉ gia nhập Đảng vào năm 1930 và nói chung, số phận của ông trong thời đại Xô Viết đã thành công, không giống như hàng chục đồng nghiệp của ông. Kamenev đã chết vì một cơn đau tim vào ngày 25 tháng 8 năm 1936, trước khi bắt đầu Đại thanh trừng và không trải qua sự vu khống, sỉ nhục và phản bội đồng đội của mình. Tro cốt của Kamenev đã được chôn cất trong Khu đô thị Nghĩa trang tường Điện Kremli. Tuy nhiên, do quá khứ phục vụ Sa hoàng - từ năm 1937 cho đến khi Stalin qua đời - Kamenev được tính trong số "kẻ thù của nhân dân", và tên và tác phẩm của ông trong nhiều thập kỷ đã bị lãng quên. Sau đó, tên của Kamenev đã được phục hồi.

## Sự nghiệp quân sự
- Nội chiến (1918-1919) - chỉ huy Mặt trận phía đông
- 1919-1924 - Tổng Tư lệnh các lực lượng vũ trang Cộng hòa
- Tháng 4 năm 1924 - Tháng 3 năm 1925 - Thanh tra Hồng quân
- Tháng 3 năm 1925 - Tháng 11 năm 1925 - Tham mưu trưởng Hồng quân
- Tháng 11 năm 1925 - Tháng 8 năm 1926 - Chánh thanh tra Hồng quân
- Tháng 8 năm 1926 - Tháng 5 năm 1927 - Tổng cục trưởng Hồng quân
- Tháng 5 năm 1927 - Tháng 6 năm 1934 - Thứ trưởng trong Dân ủy Quân sự và Hải quân và Phó Chủ tịch Hội đồng Quân sự Cách mạng Liên Xô
- Từ năm 1934 - người đứng đầu Cục Không quân Hồng quân

## Danh hiệu
- Vũ khí cách mạng danh dự (kiếm và súng lục) với trang trí Huân chương Cờ đỏ
- Huân chương Cờ đỏ của RSFSR
- Huân chương Cờ đỏ của Khorezm SSR
- Lưỡi liềm đỏ hạng nhất của Cộng hòa Xô viết Nhân dân Bukhara.